# 909
سنة 909 م كانت سنة بسيطة تبدأ يوم الأحد (الرابط يظهر نموذج التقويم الكامل للسنة) من التقويم اليولياني. بدأت تسمية السنة ب909 منذ العصور الوسطى المبكرة، عندما أصبح تقويم أنو دوميني هو الأسلوب السائد في أوروبا لتسمية السنوات.

## أحداث
عبيد الله المهدي ينشئ الدولة الفاطمية في المغرب ونهاية دولة الأغالبة

## مواليد
- أبو الحسن الرماني مُفَسِّر وفيلسوف معتزلي
- المرزباني مؤرخ عراقي

## وفيات
- عبد الله ابن المعتز
- يقظان بن محمد